# Скрининг
Скрининг (от англ. screening: пресяване, селектиране) е систематичен, изследователски метод в областта на медицината, чиято цел е извършването на предварителен подбор чрез най-общо класифициране в предварително избрана област за изследване (проби или личности). Предварителният подбор или разслояването на извадката служи за набиране на обектите, които са носители на определени признаци и по-късно ще бъдат подложени на специално изследване.
Какво е скрининг?
Какво е скрининг и какви са ползите от него?
Скрининг е процес на идентифициране на здрави хора, които е възможно да са в по-голям риск от развитие на дадено заболяване. Скринингът е част от програмите за профилактика на дадена страна. Терминът означава пресяване и именно това е същността на скрининга – чрез прегледи, осигурени за всички, които биха могли да бъдат в риск от развиване на дадено заболяване, да се определят онези с по-висок риск и да им се предложи допълнителна информация, доуточняващи изследвания и ако е необходимо, лечение.
Скрининговите програми за злокачествени (ракови) заболявания целят чрез откриване на предракови състояния или ранни етапи от развитието на болестта, да доведат до по-малко заболели и по-малък брой починали от определени ракови заболявания. Опитът на страните, въвели скринингови програми от 60-те години на 20 век до днес показва, че тези показатели могат да бъдат понижени до 60 %, ако скринингът е добре организиран и се провежда при спазване на принципите за качество.
Съгласно дефиницията на Световната здравна организация (СЗО), скрининг е (предполагаемо) откриване на непроявена болест чрез тестове и процедури, които могат да се приложат бързо. За да бъде успешен, скринингът трябва да е организиран, да обхваща значителна част от здравите хора в определена възраст, които биха могли да са в риск и да осигурява равен достъп и равномерен обхват на всички, подлежащи на даден скринингов тест. За да подлежи едно онкологично заболяване на скрининг е необходимо типът рак да е свързан с висока заболяемост и смъртност; да съществува ефективно лечение на ранните етапи на болестта; изследването (скрининговият тест) да се възприема добре от хората, да е безопасно и с ниска цена. Изключително важен елемент на всяка програма за масов скрининг е наличието на централизирана система за събиране и обобщаване на данните от скрининговите тестове (скринингов регистър), както и на система за известяване на хората, които следва да се явят за изследване.
В скрининговият регистър се съхранява информация за всички, проведени по определена скринингова програма скринингови тестове. Тази информационна система дава възможност за сравняване на резултатите на лицата в продължителен период от време, анализ на резултатите и оценка на ефективността на скрининговите програми. В регистъра се съхранява информация за поканените за преглед и прегледаните лица.
Скрининговите програми са насочени към значителни части от населението на една страна и трябва да се провеждат при спазването на съвременните етични принципи и правила за защита на личната информация. Така, освен благоприятния ефект по отношение на смъртността от дадено заболяване, скриниговото изследване може да има и отрицателни странични ефекти върху част от изследваните хора. Задължение на медицинските специалисти е да запознават подлежащите на скрининг с всички възможни ползи и рискове от тестовете и процедурите. Програмите за скрининг на онкологични заболявания включват и информационни кампании, насочени както към обществеността, така и към медицинските специалисти. Тези кампании трябва да започнат след като е създадена необходимата организация за извикване и реализиране на скрининговата програма.
У нас до този момент се е провеждал само опортюнистичен (спонтанен и неорганизиран), скрининг, при който на изследване се явяват малък брой хора по собствена инициатива или при наличие на симптоми и оплаквания.